# Carolina Michaëlis de Vasconcelos

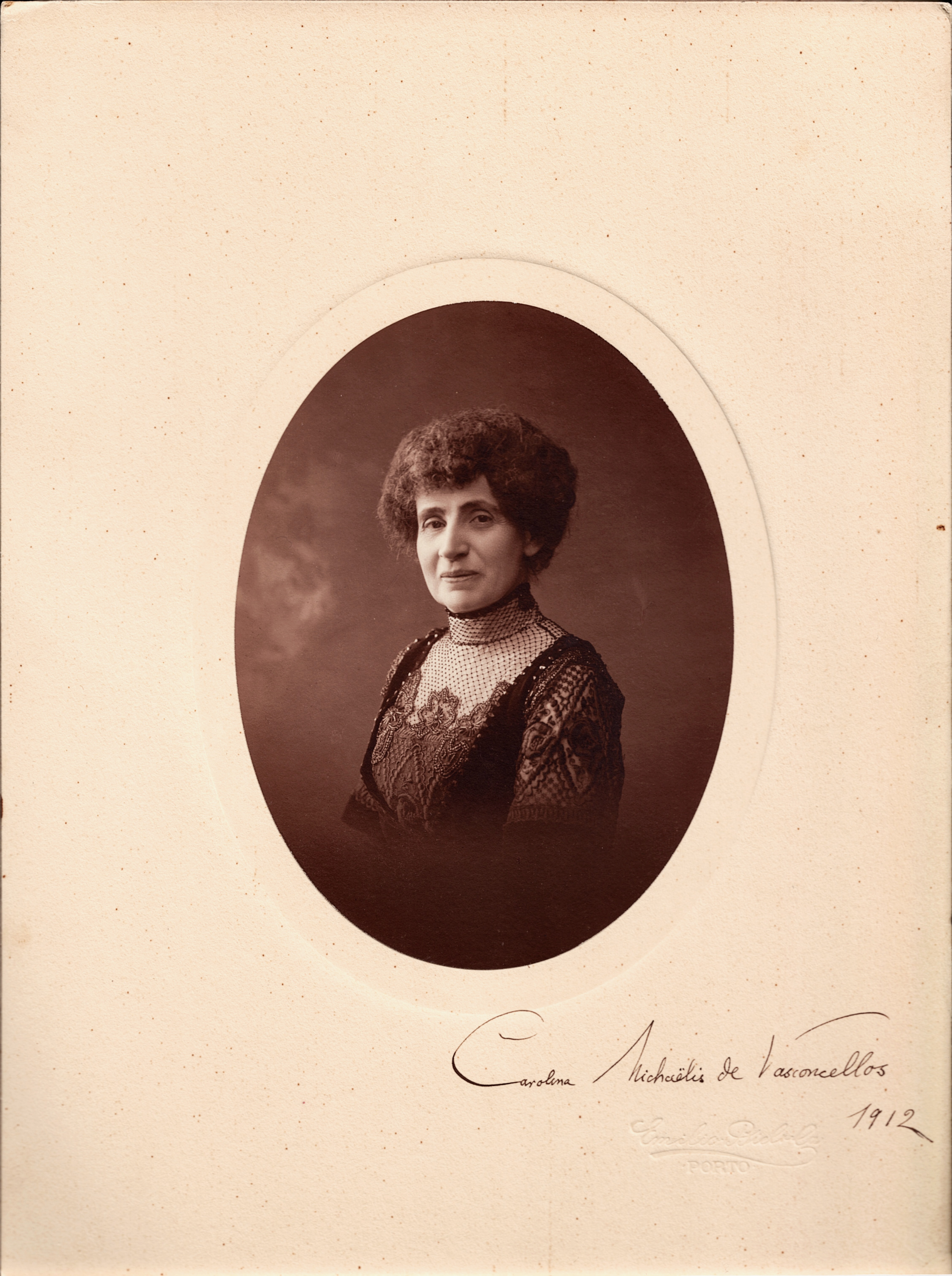
Carolina Michaëlis de Vasconcelos

Carolina Michaëlis de Vasconcelos (* 15. März 1851 als Karoline Michaelis in Berlin; † 16. November 1925 in Porto) war eine deutsche und portugiesische Romanistin, sie wird zu den gelehrtesten Philologen der Hispanistik und Lusitanistik gezählt. Karoline Michaelis war mit dem portugiesischen Historiker sowie Kunst- und Musikschriftsteller Joaquim António da Fonseca de Vasconcelos verheiratet.

## Leben
Karoline Michaelis war das letzte von fünf Kindern des Mathematiklehrers Gustav Michaelis. Im Alter von sechzehn Jahren veröffentlichte sie ihren ersten kleinen romanistischen Beitrag (sprachgeschichtliche Anmerkungen zu Adolph Mussafias Eine spanische Darstellung der Crescentiasage, Wien 1867); kurz darauf erschienen ihre Erläuterungen zu Herders Cid (1868). Sie studierte spanische und portugiesische Literaturwissenschaft und verfasste auf diesem Gebiet sowie zur  portugiesischen Volkskunde wissenschaftliche Arbeiten, darunter Studien zur romanischen Wortschöpfung. 1876 heiratete sie den späteren Begründer der portugiesischen Kunstgeschichtsschreibung, Joaquim António da Fonseca Vasconcelos. Mit ihm lebte sie seit der Heirat in Porto.
1911 wurde sie als „erste Frau in der Romanistik und Germanistik“ auf einen Lehrstuhl berufen – nicht in Deutschland, sondern in ihrer Wahlheimat Portugal, an der Faculdade de Letras der Universität Lissabon. Da sie aber an Porto gebunden war, bat sie um Versetzung nach Coimbra, was ihr auch gewährt wurde, und so wurde sie 1912 als erste Frau an einer portugiesischen Universität (an der ältesten Universität Portugals, der Universität Coimbra) feierlich in ihr Amt als ordentliche Professorin für romanische und germanische Philologie eingeführt.
Sie war Mitarbeiterin an der dreibändigen História da Colonização Portuguesa do Brasil (Geschichte der portugiesischen Kolonialisierung Brasiliens).

## Ehrungen
Für ihre Verdienste als Vermittlerin zwischen deutscher und portugiesischer Kultur erhielt sie die Ehrendoktorwürde der Universitäten in Hamburg und in Freiburg im Breisgau.
Nach Carolina Michaëlis wurden verschiedene Straßen und Schulen in Portugal und Deutschland benannt. 2005 wurde in Berlin-Mitte die Caroline-Michaelis-Straße benannt, in der die Deutsche Bahn AG mit rund 2400 Mitarbeitern seit 18. November 2005 und auch das evangelische Hilfswerk Brot für die Welt ansässig sind. In Portugal erschien zu ihrem 150. Geburtstag eine Briefmarke. In Porto ist eine Schule und die entsprechende U-Bahn-Station nach ihr benannt.